# Anastasia Island
Pour les articles homonymes, voir Anastasia.

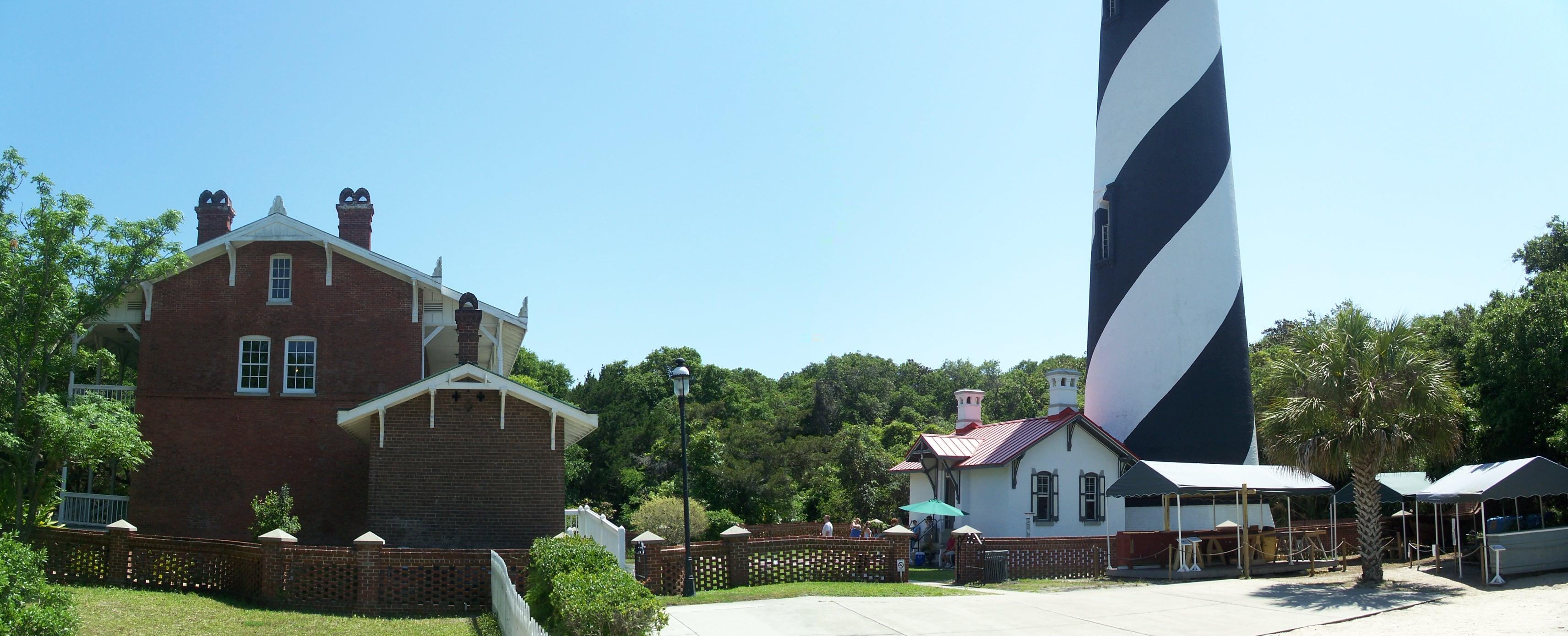
Le phare d'Anastasia Island

Anastasia Island est une île qui se trouve sur la côte nord-est de la Floride aux États-Unis. Elle se situe à l'est et au sud-est de la ville de Saint Augustine. Elle est séparée du continent par la Matanzas River. Une partie de l'île appartient à la commune de Saint Augustine. Elle possède un phare construit en 1874. Elle servit de carrière de coquina pour la construction du Castillo de San Marcos.